# Ecole d’Humanité
Die Ecole d’Humanité ist eine Schweizer Internatsschule in der Gemeinde Hasliberg im Kanton Bern.
Die Ecole d’Humanité wurde 1934 von dem deutschen Reformpädagogen Paul Geheeb und seiner Ehefrau Edith Geheeb-Cassirer gegründet. Die beiden hatten 1910 bereits die Internatsschule Odenwaldschule im hessischen Heppenheim errichtet. Nach der Machtergreifung der Nationalsozialisten in Deutschland emigrierten sie 1934 mit einigen Mitarbeitern und Schülern der Odenwaldschule in die Schweiz und gründeten hier die Ecole d’Humanité, zunächst in Versoix im Kanton Genf und 1946 dann an ihrem jetzigen Standort in Goldern-Hasliberg.
Der Schulkomplex besteht aus circa 15 Familienhäusern und Chalets, in denen die meisten Schüler und Lehrer in einer Grossfamilien ähnlichen Gemeinschaft zusammenleben. Einzelne Schüler und Lehrer wohnen auch ausserhalb der Schule in den benachbarten Ortschaften.

## Unterrichtspraxis
In der Schule leben derzeit etwa 120 Schüler im Alter von 11 bis 20 Jahren. Etwa die Hälfte von ihnen kommt aus der Schweiz, die übrigen aus derzeit etwa 25 verschiedenen Ländern, darunter haben viele Englisch als Muttersprache, etwa 20 Prozent der Schüler kommen aus den USA. Die Schule ist unterteilt in ein deutsch- und ein englischsprachiges System, in denen die jeweilige Sprache Unterrichtssprache ist.
Unterrichtet wird in Kleingruppen von etwa acht Schülern, die in etwa leistungshomogen sind, aber auch jahrgangsübergreifend sein können. Am Vormittag werden täglich drei gleiche Fächer in Einheiten von 60 bis 75 Minuten Länge für jeweils ein Trimester Epochenform unterrichtet. Am Nachmittag finden musisch-künstlerische, handwerkliche und sportliche Aktivitäten statt, die häufig besonderen Projekt- und Erlebnischarakter haben. Darunter sind viele alpine Sportaktivitäten.
Die Schüler sind mitbestimmend am Schulgeschehen beteiligt. Sie vertreten ihre Interessen in richtungsweisenden Gremien und entscheiden selbst über die Wahl vieler Unterrichtsinhalte.

## Bekannte Alumni der Ecole d’Humanité
- Eberhard Berent, Germanist und Chairman des German Departments der New York University[3]
- Iren Dornier (Irenäus Dornier), Unternehmer
- Stephan Eicher, Musiker (Aufenthalt von 1½ Jahren)[4]
- Luca Giuliani, Wissenschaftler
- Giorgio Gomelsky, Musikmanager und Produzent
- Leda Luss Luyken, Künstlerin
- Hans Zimmer, Komponist
- Elisabeth Langsch, Künstlerin

## Weiteres
Die Schule ist Mitglied im Verband schweizerischer Privatschulen (VSP), bei der Swiss Group of International Schools (SGIS), im Schulverbund Blick über den Zaun (BüZ) und bei Die Internate Vereinigung e.V. (DIV).